# Gustav Heinrich Wiedemann
Gustav Heinrich Wiedemann, född 2 oktober 1826 i Berlin, död 23 mars 1899 i Leipzig, var en tysk fysiker. Han var i sitt äktenskap med Clara Mitscherlich far till Eilhard och Alfred Wiedemann.
Wiedemann studerade från 1844 vid Berlins universitet, där han 1847 blev filosofie doktor och 1851 privatdocent. Han verkade sedan som professor i fysik i Basel från 1854, i Braunschweig vid Polytechnikum från 1863 och vid Karlsruhes tekniska högskola från 1866. Sedan blev han professor i Leipzig, först (1871) i fysikalisk kemi och sedermera (1887) i experimentalfysik. Han tilldelades Matteuccimedaljen 1878.
Han utförde en stor del viktiga arbeten, särskilt inom elektricitetslära och magnetism, där han undersökte proportionaliteten mellan elektrisk och termisk ledningsförmåga, delvis tillsammans med Rudolph Franz, 1853 och 1855 (Wiedemann-Franz-lag), den elektriska endosmosen (1852, 1856 och 1859), vätskors elektriska ledningsförmåga (1858), sambandet mellan kropparnas magnetiska och kemiska egenskaper samt deras mekaniska bearbetning och temperatur (flera avhandlingar 1857–1868), resistansenheten ohms storlek (1884 och 1891) och, delvis tillsammans med Richard Rühlmann, gasers elektriska ledningsförmåga (1872 och 1876).
Wiedemann skrev en mycket anlitad monografi, Die Lehre vom Galvanismus und Elektromagnetismus (två band, 1860–1863; tredje upplagan med titeln Die Lehre von der Elektricität, fyra band, 1882–1885; ny upplaga 1893). Efter Johann Christian Poggendorffs död utgav Wiedemann "Annalen der Physik und Chemie" (1877–1899), världens främsta fysikaliska tidskrift, till vilken han 1878 fogade referattidskriften "Beiblätter". Han var ledamot av Vetenskapssocieteten i Uppsala och Fysiografiska sällskapet i Lund (båda 1877) samt Kungliga Vetenskapsakademien (1883).